# Michel Chesneau
Michel-Jean-André Chesneau (29 septembre 1757 à Rouen - 3 juillet 1832 à Brest) est un officier de la marine française, pendant les guerres de la Révolution et de l'Empire. Il commande de la frégate Rhin lors de la bataille de Trafalgar, le 21 octobre 1805.

## Biographie

Cette carte de la bataille de Trafalgar montre les positions approximatives des deux flottes à 12 heures de la bataille lorsque la flotte de l'amiral Nelson aborde la ligne franco-espagnole. Le nord est en haut et le cap Trafalgar est à 10 miles au nord-est. La frégate Rhin se trouve au nord-est en dernière ligne.

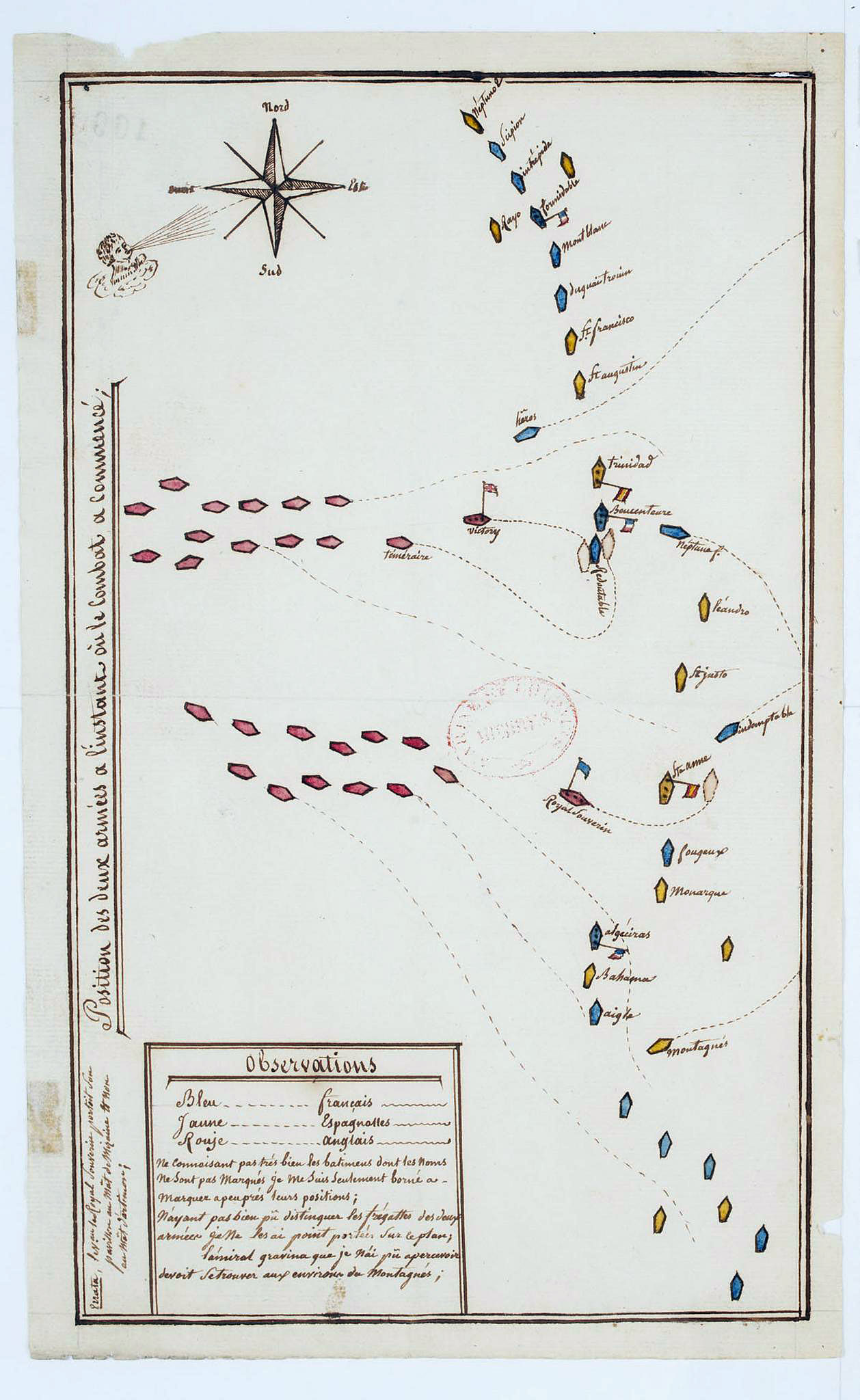
Plan manuscrit indiquant la position des deux flottes au début de la bataille de Trafalgar annexé au rapport adressé par le capitaine de vaisseau Lucas, commandant du "Redoutable", à l’amiral Decrès, ministre de la marine. La frégate Rhin se dirige vers l'arrière.

Chesneau est né le 29 septembre 1757 à Rouen. Il commence à naviguer en entrant dans la marine marchande en 1770. En 1778, il rejoint la Marine royale française en tant que pilote.
De retour dans la marine marchande en 1783, il rejoint à nouveau la marine de guerre en 1793 avec le grade de lieutenant.
Pendant la guerre de la troisième coalition, il commande la frégate Rhin lors de la bataille de Trafalgar, le 21 octobre 1805.
Le HMS Mars a capture la frégate Rhin le 28 juillet 1806, après une poursuite de 26 heures sur 277km. Chesneau, baisse pavillon juste avant que le Mars ne soit sur le point de tirer sa première bordée. Le HMS Surinam est présent ou en vue lors de la prise du Rhin. Le Rhin restera en service dans la Royal Navy jusqu'en 1838. Elle sera vendue en 1884.
Il meurt à Brest le 3 juillet 1832.